# Uroleucon epilobii
Uroleucon epilobii är en insektsart som först beskrevs av Theodore Pergande 1900.  Uroleucon epilobii ingår i släktet Uroleucon och familjen långrörsbladlöss. Inga underarter finns listade i Catalogue of Life.